# Dicopomorpha pulchricornis
Dicopomorpha pulchricornis is een vliesvleugelig insect uit de familie Mymaridae. De wetenschappelijke naam is voor het eerst geldig gepubliceerd in 1955 door Ogloblin.